# Amedeo Pomilio
Amedeo Pomilio (* 11. Februar 1967 in Chieti) ist ein ehemaliger italienischer Wasserballspieler. Er war Europameisterschaftsdritter 1989, Olympiasieger 1992, Europameister 1993, Weltmeister 1994, Europameister 1995, Olympiadritter 1996 und gewann zweimal bei Mittelmeerspielen.

## Karriere
Amedeo Pimilio spielte den größten Teil seiner aktiven Laufbahn bei CUS d’Annunzio in Pescara, 1997 und 1998 gewann er die italienische Landesmeisterschaft. Pimilio gehörte zu den Spielern, die von Trainer Ratko Rudić in die Nationalmannschaft berufen wurden. Bis 2000 absolvierte er über 400 Länderspiele.
Seine erste internationale Medaille erhielt er bei der Europameisterschaft 1989 in Bonn. Die Italiener gewannen ihre Vorrundengruppe, verloren aber im Halbfinale gegen Jugoslawien. Im Spiel um die Bronzemedaille bezwangen sie die Mannschaft aus der Sowjetunion mit 12:11 nach Verlängerung. 1991 fanden drei große Turniere statt. Im Januar 1991 belegten die Italiener den sechsten Platz bei der Weltmeisterschaft in Perth. Von Juni bis Juli dauerten die Mittelmeerspiele in Athen. Die Italiener gewannen vor den Jugoslawen und den Griechen. Im August bei der Europameisterschaft in Athen siegten die Jugoslawen vor den Spaniern und der Mannschaft aus der Sowjetunion, die Italiener erreichten den vierten Platz. 1992 beim olympischen Wasserballturnier belegten die Italiener in der Vorrunde den zweiten Platz hinter den Spaniern, wobei der direkte Vergleich mit 9:9 endete. Nach einem 9:8 im Halbfinale über das Vereinte Team aus der Gemeinschaft Unabhängiger Staaten trafen die Italiener im Finale wieder auf die Spanier und gewannen mit 9:8. Pomilio war in sieben Spielen dabei und erzielte drei Tore.
In den nächsten Jahren folgte eine Siegesserie der italienischen Mannschaft. Im Juni 1993 siegten die Italiener bei den Mittelmeerspielen. Im August folgte der Gewinn der Europameisterschaft in Sheffield. Nach einem 10:9-Sieg über Spanien im Halbfinale bezwangen die Italiener im Finale die Ungarn mit 11:9. Bei der Weltmeisterschaft 1994 in Rom bezwangen die Italiener im Halbfinale die Kroaten mit 8:5, im Finale gelang den Italienern ein 10:5-Sieg gegen die Spanier. Pomilio warf im Turnier insgesamt neun Tore. 1995 bei der Europameisterschaft in Wien war der italienische Kader deutlich verjüngt, da einige der Olympiasieger nach dem Weltmeistertitel ihre internationale Karriere beendet hatten. Die Italiener besiegten im Halbfinale die deutsche Mannschaft mit 10:9 und im Finale die Ungarn mit 10:8. Im Jahr darauf bei den Olympischen Spielen in Atlanta gewannen die Italiener ihre Vorrundengruppe und bezwangen im Viertelfinale die russische Mannschaft. Nach der 6:7-Halbfinalniederlage gegen die Kroaten besiegten die Italiener im Spiel um Bronze die Ungarn mit 20:18. Das Spiel endete erst nach der zweiten Verlängerung, Pomilio warf drei seiner zehn Turniertore in diesem Spiel.
Bei der Europameisterschaft in Sevilla unterlagen die Italiener den Spaniern im Spiel um den fünften Platz mit 6:8. Im Jahr darauf verfehlten die Italiener auch bei der Weltmeisterschaft 1998 in Perth das Halbfinale, in der Platzierungsrunde erreichten sie den fünften Platz. In der Vorrunde des olympischen Wasserballturniers 2000 in Sydney erreichten die Italiener den zweiten Platz hinter der russischen Mannschaft und unterlagen im Viertelfinale der ungarischen Mannschaft mit 5:8. In den Platzierungsspielen belegten die Italiener dann den fünften Platz in der Gesamtwertung. Pomilio warf im Turnierverlauf vier Tore.